# Lapelopok District
Lapelopok District (indonesiska: Kecamatan Lapelopok, engelska: Lopok District) är ett distrikt i Indonesien.   Det ligger i kabupatenet Kabupaten Sumbawa och provinsen Nusa Tenggara Barat, i den sydvästra delen av landet, 1 200 km öster om huvudstaden Jakarta.